# Baška Voda
Baška Voda je manjše mesto in pristanišče v Splitsko-dalmatinski županiji (Hrvaška).

## Lega
Baška Voda je sodobno turistično središče v severozahodnem delu Makarskega primorja pod gorskim hrbtom Biokova, okoli 10 km severozahodno od Makarske.
V kraju je manjše pristanišče z dolgim valobranom, ki dobro varuje marino in dva manjša pomola. Na koncu valobrana stoji svetilnik, ki oddaja svetlobni signal R Bl 5s. Nazivni domet svetilnika je 5 milj.

## Gospodarstvo
Glavna gospodarska dejavnos v kraju je turizem. Slavija prvi hotel v Baški je bil postavljen v začetku 30-tih let 20. stoletja. Gozdnata okolica, dolge peščene plaže, čisto morje in kakovostna hotelsko-gostinska ponudba pospešujeta turistični razvoj, ki je svoj razcvet doživel po 2. svetovni vojni. Tako, da se sedaj prebivalci le še redkoma ukvarjajo s poljedelstvom  in ribolovom, ki je bilo prej njihova glavna dejavnost.

## Zgodovina
Arheološke najdbe kažejo na to, daje bilo to področje poseljeno že v rimski dobi. Današnje naselje  je nastalo v začetku 18. stoletja. V kraju sta dve baročni cerkvi: sv. Lovro z zvonikom na "preslico"  in župnijska cerkev sv. Nikole, postavljene v začetku 20. stoletja, najverjetneje na mestu starejše cerkve, ob kateri se nahaja nekaj srednjeveških nagrobnih plošč.
Na vzpetini Gradina vzhodno od Baške Vode v bližini naselja Promajna so našli sledove starega naselja in poznoantične bizantinske trdnjave ter nekaj rimskih grobov.

## Demografija
| Pregled števila prebivalcev po letih | Pregled števila prebivalcev po letih | Pregled števila prebivalcev po letih | Pregled števila prebivalcev po letih | Pregled števila prebivalcev po letih | Pregled števila prebivalcev po letih | Pregled števila prebivalcev po letih | Pregled števila prebivalcev po letih | Pregled števila prebivalcev po letih | Pregled števila prebivalcev po letih | Pregled števila prebivalcev po letih | Pregled števila prebivalcev po letih | Pregled števila prebivalcev po letih | Pregled števila prebivalcev po letih | Pregled števila prebivalcev po letih |
| ------------------------------------ | ------------------------------------ | ------------------------------------ | ------------------------------------ | ------------------------------------ | ------------------------------------ | ------------------------------------ | ------------------------------------ | ------------------------------------ | ------------------------------------ | ------------------------------------ | ------------------------------------ | ------------------------------------ | ------------------------------------ | ------------------------------------ |
| 1857                                 | 1869                                 | 1880                                 | 1890                                 | 1900                                 | 1910                                 | 1921                                 | 1931                                 | 1948                                 | 1953                                 | 1961                                 | 1971                                 | 1981                                 | 1991                                 | 2001                                 |
| 459                                  | 930                                  | 506                                  | 605                                  | 720                                  | 783                                  | 1548                                 | 871                                  | 850                                  | 837                                  | 821                                  | 1238                                 | 1388                                 | 1609                                 | 2045                                 |